# Macarrones de busa
I macarrones de busa sono tipici maccheroni dalla forma allungata creati mediante l’uso della busa, ossia il ferretto che le donne sarde anticamente utilizzavano per fare la maglia e ottenuto lavorando la sfoglia (ottenuta impastando acqua, semola e sale). Erano un piatto destinato ai giorni di festa. Possono essere conditi con sugo di carne, con sugo di funghi, alla ricotta, con aglio e pomodoro.
Nati nel nuorese, attualmente son prodotti un po’ in tutte le parti delle Sardegna, con varianti nella preparazione e nel servire il piatto finito.
Sono in pochi, al giorno d’oggi a conoscere la preparazione manuale, la quale richiede un’ora di preparazione per circa un chilo di prodotto nelle mani di persone qualificate.